# Souljazz
Souljazz è un singolo del gruppo musicale Sud Sound System, pubblicato il 5 novembre 2021.